# Jeff Fahey
Jeffrey David Fahey (født 29. november 1952), også kendt som blot Jeff Fahey, er en amerikansk skuespiller, der blandt andet medvirker som helikopterpiloten Frank Lapidus i fjerde, femte og sjette sæson af American Broadcasting Companys hit-dramaserie Lost.

## Filmografi

### Film
- Silverado (1985) som Tyree
- Psycho III (1986) som Duane Duke
- Riot on 42nd St. (1987) som Frank Tackler
- Backfire (1988) som Donnie McAndrew
- Split Decisions (1988) som Ray McGuinn
- True Blood (1989) som Raymond Trueblood
- Minnamurra (a.k.a. Outback) (1989) som Ben Creed
- The Serpent of Death (1989) som Jake Bonner
- The Last of the Finest (a.k.a. Blue Heat) (1990) som Ricky Rodriguez
- Impulse (1990) som Stan
- White Hunter Black Heart (1990) som Pete Verrill
- Body Parts (1991) som Bill Chrushank
- Iron Maze (1991) som Barry Mikowski
- The Lawnmower Man (1992) som Jobe Smith
- Sketch Artist (1992)
- The Hit List (1993) som Charlie Pike
- Quick (1993) som Muncie
- Woman of Desire (1994) som Jack
- Freefall (1994) som Dex Dellum
- Wyatt Earp (1994) som Ike Clanton
- Temptation (1994) som Eddie Lanarsky
- Serpent's Lair (1995) som Tom Bennett
- Darkman III: Die Darkman Die (1996) som Peter Rooker
- Lethal Tender (1996) som Det. David Chase
- Small Time (1996) som The Dutchman
- The Sweeper (Video, 1996) som Dale Goddard
- Catherine's Grove (1997) som Jack Doyle
- The Underground (1997) som Brian Donnegan
- Time Under Fire (1997) som Alan / John Deakins
- Extramarital (1998) som Griffin
- Detour (Video, 1998) som Danny Devlin
- The Last Siege: Never Surrender (a.k.a. Hijack) (1999) som Eddie Lyman
- When Justice Fails (1999) som Tom Chaney
- Apocalypse II: Revelation (a.k.a. Revelation: The Book Has Been Opened) (1999) som Thorold Stone
- No Tomorrow (1999) som Davis[kilde mangler]
- Dazzle (1999) som The Collector
- The Contract (1999) som Detective Tucci
- Epicenter (2000) som FBI Agent Moore
- The Sculptress (2000) som Matthew Dobie
- The Newcomers (2000) som Mack Weatherton
- Spin Cycle (2000) som Tall Vinnie
- Blind Heat (2001) som Paul Burke
- Out There (2001, Short) som Agent Gary Booth
- Cold Heart (2001) som Dr. Phil Davis
- Maniacts (2001) som Joe Spinelli
- Outlaw (2001) som Jim Moran
- Choosing Matthias (2001) som Charlie
- Inferno (a.k.a. California Firestorm) (2002) som Robert 'Jake' Wheeler
- Unspeakable (2002) som Governor
- Fallen Angels (2002) som Prof. Richard Leighton
- Ghost Rock (2004) som Moses Logan
- No Witness (2004) som Senator Gene Haskell
- Close Call (2004) som Elliot Krasner
- Darkhunters (2004) som Mr. Barlow
- Blue Demon (2004) som General Remora
- Day of Redemption (2004) som Frank Everly
- Corpses (Video, 2004) som Captain Winston
- Killing Cupid (a.k.a. Warrior or Assassin) (2005) som The Trainer
- Split Second (2005) som Mr. Kudis
- Only the Brave (2005) som Lt. William Terry
- Scorpius Gigantus (2006) som Major Nick Reynolds
- The Hunt for Eagle One: Crash Point (Video, 2006) som Colonel Halloran
- Grindhouse (2007) som JT (segment "Planet Terror")
- Diablita (2007) som Bill Rockwell
- Messages (2007) som Dr. Richard Murray
- Planet Terror (2007) som J.T.
- Matchmaker Mary (2008) som Cameron Banks
- Machete (2010) som Booth
- Terror Trap (2010) som Cleveland
- Bed and Breakfast (2010)
- Blacktino (2011) som Cooter
- Marriage Retreat (2011) som Craig Sullivan
- Dadgum, Texas (2011) som Robert E Lee Magee
- Eldorado (2012) som Doc Martin
- Easy Rider: The Ride Back (2012) som Wes Coast
- Hatfields and McCoys: Bad Blood (2012) som Devil Anse Hatfield
- Sushi Girl (2012) som Morris
- Guns, Girls and Gambling (2012) som The Cowboy
- 100 Below Zero (2013) som Steve Foster
- Beneath (2013) som George Marsh
- The Last Light (2014) som Harold
- Dawn Patrol (2014) som Trick
- Skin Traffik (2015) som Jacob Andries
- Too Late (2015) som Roger
- Confident (Music video, 2015) (Demi Lovato)
- Urge (2016) som Gerald
- The Hollow (2016) som Darryl Everett
- County Line (2017) som Clint Thorne
- American Dresser (2018) som Calhoun
- Alita: Battle Angel (2019) som McTeague
- Santa Fake (2019) som Jim
- Badland (2019) som Huxley Wainwright
- Intrigo: Samaria (2019) som Jacob
- Beckman (2020) som Philip[1]
- A Bird Flew In (2021)
- The Long Night (2022) som Wayne
- Maneater som Professor Hoffman
- One Year Off (TBA) - Filming

### Tv
- One Life to Live (1984, TV Series) som Gary Corelli
- The Execution of Raymond Graham (1985, TV Movie) som Raymond Graham
- Alfred Hitchcock Presents (1986, TV Series) som Ray Lee
- Miami Vice (1986, TV Series) som Eddie Kaye
- Curiosity Kills (1990, TV Movie) som Matthew Manus
- Parker Kane (1990, TV Movie) som Parker Kane
- Sketch Artist (1992, TV Movie) som Det. Jack Whitfield
- In the Company of Darkness (1993, TV Movie) som Will McCaid
- Blindsided (1993, TV Movie) som Frank McKenna
- Eye of the Wolf (1995, TV Series) som Paul Weyman
- Sketch Artist II: Hands That See (1995, TV Movie) som Jack
- Virtual Seduction (1995, TV Movie) som Liam Bass
- The Marshal (1995, TV Series) som Deputy Marshal Winston MacBride
- Every Woman's Dream (1996, TV Movie) som Mitch Parker
- Operation Delta Force (a.k.a. Great Soldiers) (1997, TV Movie) som Captain Lang
- Perversions of Science (1997, TV Series) som The Bearded Man
- On the Line (1997, TV Movie) som Det. Dan Collins
- Johnny 2.0 (1997, TV Movie) som Johnny Dalton
- The Seventh Scroll (1999, TV Mini-Series) som Nick Harper
- Time Served (1999, TV Movie)[2] som Patrick Berlington
- Nash Bridges (2001, TV Series) som Nelson Collins
- Crossing Jordan (2004, TV Series) som Bounty Hunter
- American Dreams (2004, TV Series) som Stevens
- Icon (2005, TV Movie) som Harvey Blackledge
- Crimson Force (2005, TV Movie) som Older Man
- Locusts: The 8th Plague (2005, TV Movie) som Russ Snow
- Manticore (2005, TV Movie) som Kramer
- Absolute Zero (2006, TV Movie) som Dr. David Kotzman
- The Eden Formula (2006, TV Movie) som Dr. Harrison Parker
- Psych (2008, TV Series) som Dutch the Clutch
- The Cleaner (2008, TV Series) som Quinn
- Criminal Minds (2008, TV Series) som Kane
- Lost (2008–2010, TV Series) som Frank Lapidus
- Cold Case (2009, TV Series) som Darren Malloy '09
- CSI: Miami (2009, TV Series) som Allen Pierce
- Law & Order: LA (2011, TV Series) som Terry Briggs
- Chuck (2011, TV Series) som Karl Sneijder
- Workaholics (2011, TV Series) som Doug
- Alien Tornado (2012, TV Movie) som Judd Walker
- Lake Effects (2012, TV Movie) som Ray
- Femme Fatales (TV Series, 2012; season 2, episodes 13 & 14) som Detective McAllister
- Common Law (2012, TV; season 1, episode 10) som Dan Noone
- Revolution (2012, TV Series) som Ken 'Hutch' Hutchinson
- The Sacred (2012) som George
- Hawaii Five-0 (TV Series, 2013; season 3, episode 12: "Kapu") som Dr. Brian Stevens
- Under the Dome (2013, TV) som Sheriff Howard "Duke" Perkins
- Rewind (2013, TV Movie) som Ellis
- Justified (2015, TV Series) som Zachariah
- Grimm (2015, TV Series) som Elder Bowden
- Scorpion (TV series, 2016; season 2, episode 14: "Son of a Gun") som Kenneth Dodd
- Atomic Shark (2016, TV Movie)
- Legends of Tomorrow (TV series, 2016; season 2, episode 6: "Outlaw Country") som Quentin Turnbull
- Training Day (TV Series, 2017; season 1, episode 5: "Wages of Sin") som Pike
- NCIS: New Orleans (2019) som Sheriff/Mayor
- Wu Assassins (2019) som Jack